# مايك رينو
مايك رينو هو موسيقي وطبال ومغني كندي، ولد في 8 يناير 1955 في نيو ويستمينيستر في كندا.

## وصلات خارجية
- مايك رينو على موقع IMDb (الإنجليزية)
- مايك رينو على موقع ميوزك برينز (الإنجليزية)
- مايك رينو على موقع أول ميوزيك (الإنجليزية)
- مايك رينو على موقع ديسكوغز (الإنجليزية)